# Heart no Hoshi
Singles de Sakura Gakuin
Jump Up ~Chiisana Yūki~
(12 février 2014) Aogeba Tōtoshi ~From Sakura Gakuin 2014~
(4 mars 2015)
Heart no Hoshi (ハートの地球) est le 1er DVD single du groupe japonais Sakura Gakuin sorti en octobre 2014.

## Détails du single
Le DVD, dont la chanson principale est écrite et composé par les artistes Tommy february6 et Shunsaku Okuda (ce dernier ayant travaillé sur le single My Graduation Toss en 2013), sort le 22 octobre 2014 en deux éditions notées A et B.
Il est le tout premier single du groupe à sortir seulement en format DVD. Il atteint la 4e place du classement hebdomadaire des ventes de DVD de l'Oricon et s'y maintient pendant 3 semaines. Le single suivant Aogeba Tōtoshi ~From Sakura Gakuin 2014~ sort en mars 2015 sous la même forme que celui-ci.
La chanson principale Heart no Hoshi, sort d'abord sous format numérique le 15 octobre. Elle figurera en mars 2015 sur le 5e album du groupe Sakura Gakuin 2014-nendo ~Kimi ni Todoke~, en tant que premier single extrait de l'album.
Le DVD inclut le clip vidéo et soit sa version dance, soit le déroulement de son tournage (selon l’édition).
Il s'agit également de la toute première apparition des plus jeunes membres Sara Kurashima et Megumi Okada, ayant été intégrées dans le groupe en mai de la même année.

## Clip vidéo
Le clip montre les membres du groupe en tant que membres de Sakura Gakuin et du « peuple de Rakusa » (ラクサの民, « Rakusa » est un mot inventé, l'envers de « Sakura ») vivant dans des mondes parallèles connectés par une porte magique.

## Formation
| 2e génération - Yui Mizuno - Moa Kikuchi (Leader) 3e génération - Rinon Isono - Hana Taguchi 4e génération - Saki Ōga - Yunano Notsu | 5e génération - Saki Shirai - Aiko Yamaide 6e génération - Sara Kurashima - Megumi Okada |

## Listes des titres
| 1. | Heart no Hoshi (Music Video) |  |
| 2. | Heart no Hoshi (Dance Video) |  |

| 1. | Heart no Hoshi (Music Video)        |  |
| 2. | Heart no Hoshi (Music Video Making) |  |